# Machiques (Venezuela)
Pour les articles homonymes, voir Machiques.
Machiques est une ville de l’État de Zulia au Venezuela.